# Puente Salto Grande
Die Puente Salto Grande ist eine internationale Straßen- und Eisenbahnbrücke in Südamerika.
Sie führt über den Río Uruguay auf der Krone des Staudamms, der an der dortigen Stelle den Fluss zum Stausees Embalse Salto Grande aufstaut. Sie verbindet die Nachbarländer Argentinien und Uruguay, deren Städte Concordia und Salto beide wenige Kilometer flussabwärts des am Stausee ebenfalls befindlichen Salto-Grande-Wasserkraftwerks liegen. Die Verantwortung für die Puente Salto Grande, die sowohl für den Straßen- als auch den Eisenbahnverkehr genutzt wird, auf der aber nur wenige Male pro Monat Güterzüge verkehren, trägt die Comisión Técnica Mixta de Salto Grande.
Erbaut wurde die Konstruktion im Zeitraum von 1974 bis 1979.